# Ust Ordynski
Ust Ordinski (en ruso: Усть-Орды́нский, en buriato: Усть-Орда Ust-Ordá) es un asentamiento de tipo urbano del óblast de Irkutsk en Rusia.

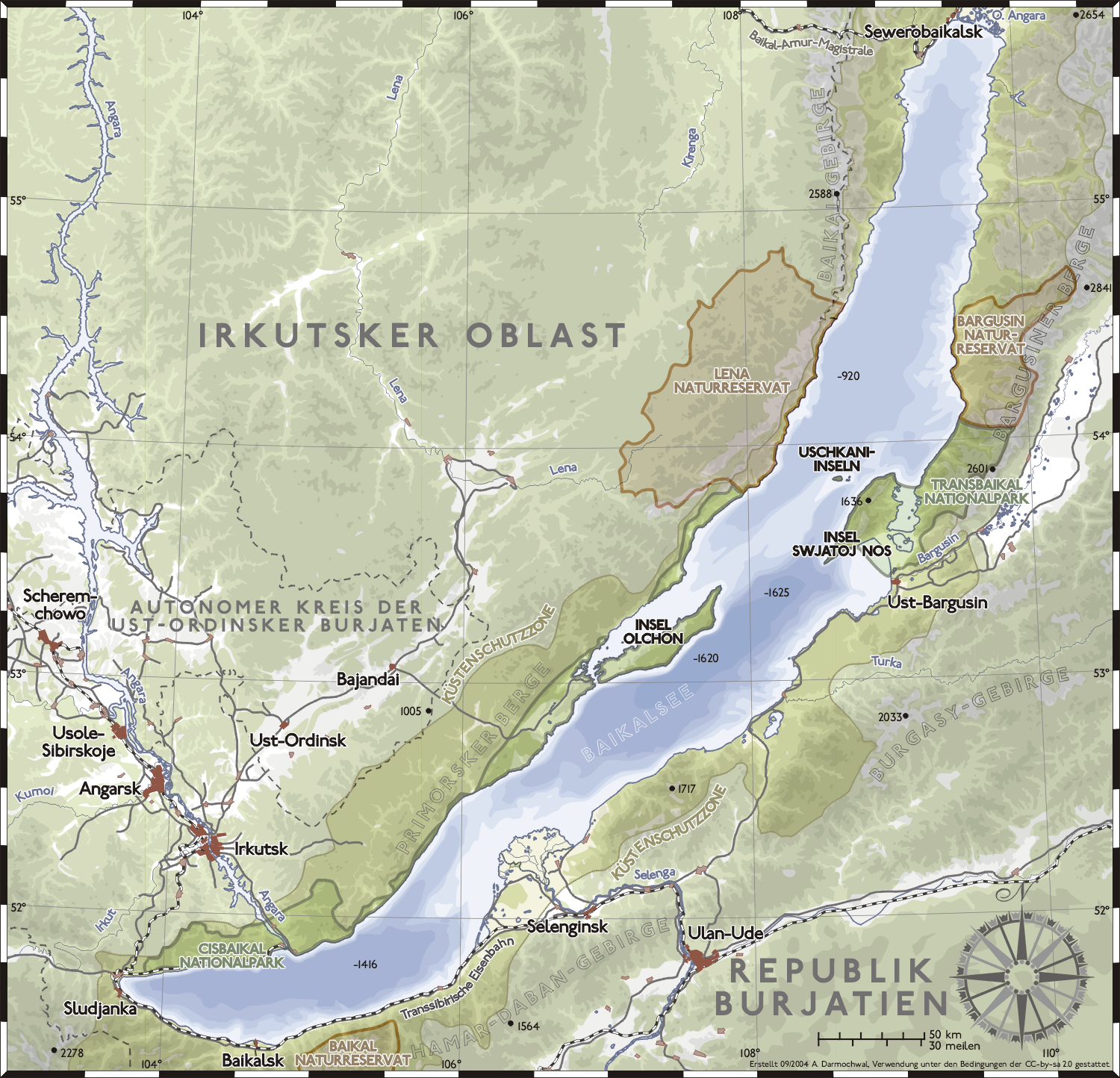
Mapa del lago Baikal donde aparece Ust Ordinski

Hasta el 1 de enero de 2008 fue la capital del distrito autónomo Buriatos de Ust-Ordá. Fue el único centro administrativo de un sujeto federal ruso con estatus de asentamiento de tipo urbano.
Se encuentra situada en la orilla derecha del río Kuda, un afluente del río Angara, a unos 62 km al noroeste de Irkutsk.
- Datos: Q958163